# Frederico I, Eleitor da Saxônia
Frederico I de Wettin (11 de abril de 1370 — Altemburgo, 4 de janeiro de 1428), foi apelidado o Belicoso (em alemão: der Streitbare).
Filho de Frederico III, Conde da Turíngia de Wettin (1332-1381), o Valente, marquês da Mísnia (Meisse), e de sua esposa Catarina de Heneberga (?-1397) filha de Henrique XII, conde de Heneberga, herdeira de Coburgo, Neustádio, Soneberga, Neuhaus, Rodach e outros senhorios. 
Frederico I, ao mesmo tempo, era Frederico IV como marquês de Meisse, pois foi co-marquês da Mísnia (1381-1423), depois príncipe-eleitor da Saxônia e conde palatino da Saxônia em 1423. Duque da Saxônia-Vitemberga em 1423. 

## Casamento e posteridade
Casou em 7 de fevereiro de 1402 com Catarina de Brunsvique-Luneburgo, morta em 28 de dezembro de 1442 em Grima) filha de Henrique I, duque de Brunsvique. Tiveram sete filhos:
- 1 - Catarina;
- 2 - terceiro filho Sigismundo da Saxônia (Grima 1416-1471 Rochlitz), bispo de Wurtzburgo;
- 3 - Ana da Saxônia (1420-1462). Casada em Cassel em 1433 com  Luís II (?-1458) conde de Hessen;
- 4 - Catarina da Saxônia (1421-23 de agosto de 1476 Berlim). Casada em 11 de junho de 1441 em Vitemberga com Frederico II de Hohenzollern (1413-1471), príncipe-eleitor de Brandemburgo em 1440;
- 5 - Henrique da Saxônia (Meissen 1422-1435 Dresda).

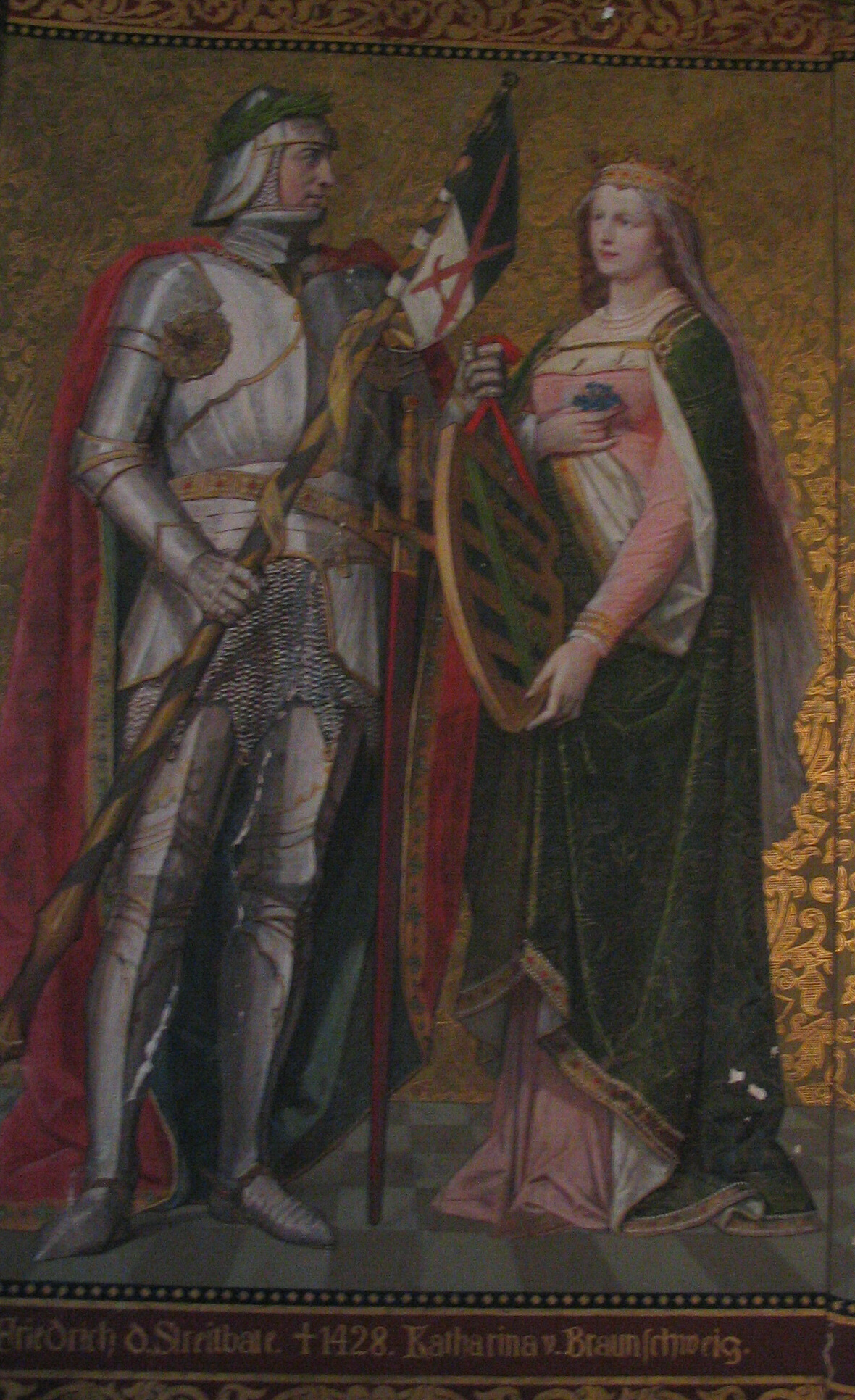
Frederico e Catarina

- 6  - Guilherme III (Meissen 30 de abril de 1425-17 de setembro de 1482 em Weimar)apelidado  o Bravo, der Tapfere. Conde da Turíngia em 1445, Duque de Luxemburgo de 1457 a 1469.  Casado em 1446 em Jena com a princesa Ana da Áustria ou de Habsburgo (1432-1462) filha primogênita do imperador Alberto II, Rei dos Romanos, e de Isabel da Boêmia. Tiveram dois filhos e ele ao enviuvar casou em 1463 em Weimar com Catarina, filha de Eberardo de Brandenstein;
- 7 - Frederico II (1412-1464) O Plácido, der Sanftmuetige.  Duque-eleitor da Saxônia e conde palatino da Saxônia em 1428.